# The Ship (Rua Hart)

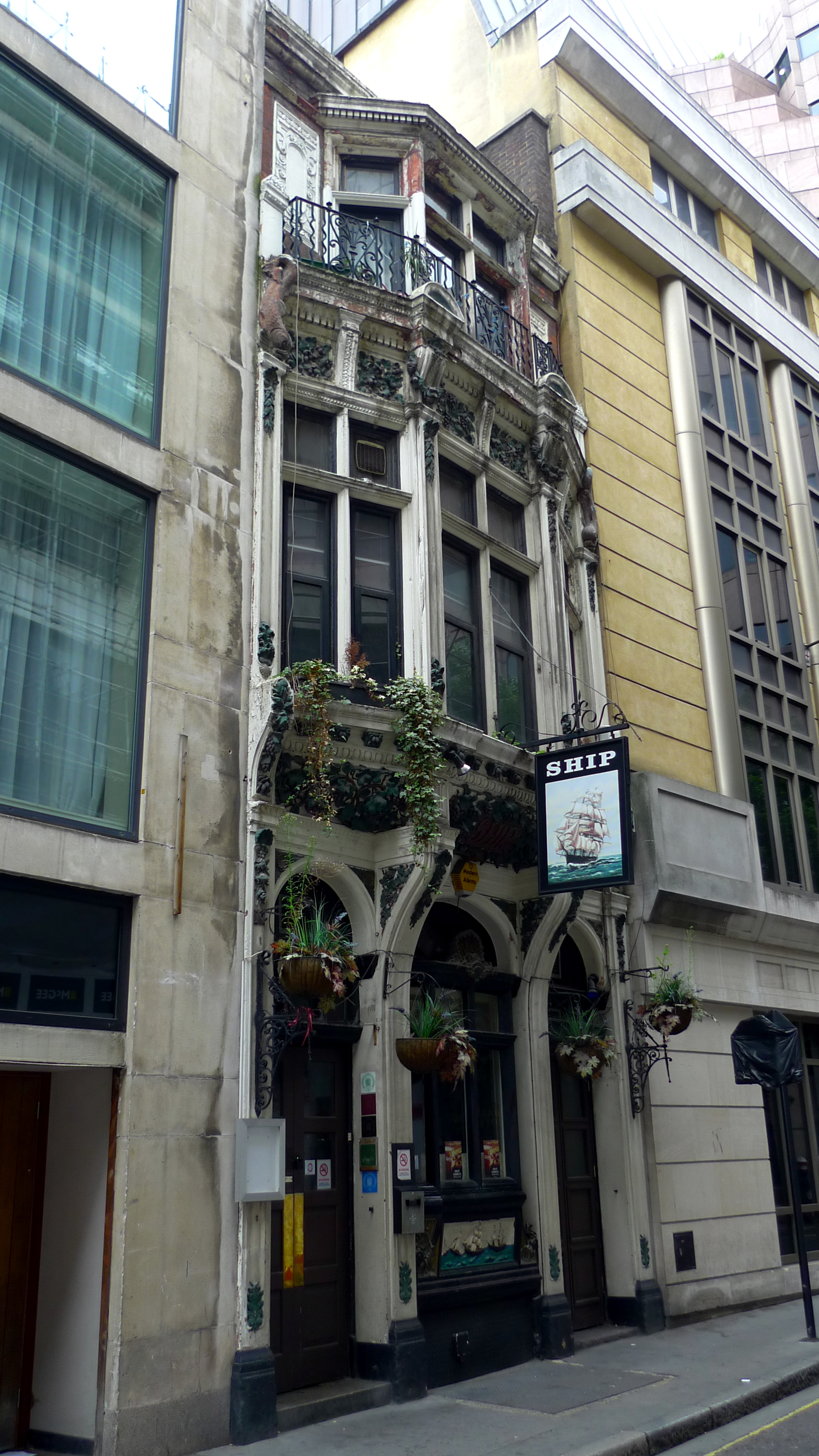
The Ship, Rua Hart, Londres

The Ship é um pub em 3 Hart Street, Aldgate, em Londres.
É um edifício listado como Grau II, construído em 1887.